# Kate French (pentatleta)
Kate French (Gravesend, 2 de novembro de 1991) é uma pentatleta britânica.

## Carreira
French representou seu país nos Jogos Olímpicos de Verão de 2016, terminando na quinta colocação. Ela detém o recorde olímpico do hipismo.
Conquistou a medalha de ouro em Tóquio 2020.